# Cristian Galleguillos
Cristian Marcelo Galleguillos Vega (Coquimbo, 4 de diciembre de 1962) es un médico, académico y político democratacristiano chileno. Fue alcalde de la comuna de Coquimbo entre 2012 y 2016.
Realizó sus estudios primarios y secundarios en el Seminario Conciliar de La Serena. En 1980 ingresó a estudiar Medicina en la Universidad de Concepción, de donde egresó en 1986. Posteriormente retornó a la Región de Coquimbo para desempeñar diversos cargos en centros de salud públicos.

## Carrera administrativa y política
En 2004 asumió la dirección del Hospital San Pablo de Coquimbo, cargo que desempeñó hasta 2006. Durante su gestión se inició el proceso de autogestión del hospital, se realizaron obras de reconstrucción tras los daños sufridos por el terremoto de 1997 y se saldaron las deudas que poseía el centro de salud. También se ha desempeñado como docente en la Universidad Católica del Norte.
Como militante del Partido Demócrata Cristiano, lideró en Coquimbo el grupo Océanos Azules que formó parte de la campaña presidencial de Eduardo Frei Ruiz-Tagle en 2009. También se ha desempeñado como presidente comunal del partido.
En 2012 postuló a precandidato a alcalde de Coquimbo en las primarias de la Concertación, pero se denunció un error en la inscripción de firmas de apoyo a su candidatura, lo que lo dejó fuera de carrera y se proclamó al entonces alcalde Oscar Pereira como candidato a la reelección. Sin embargo, tras el fallecimiento de Pereira, el 26 de julio se decidió confirmar a Galleguillos como candidato reemplazante. Renunció a la alcaldía el 18 de noviembre de 2016 para presentarse como candidato a diputado por la región de Coquimbo.

## Historial electoral

### Elecciones municipales de 2012
- Elecciones municipales de 2012, para la alcaldía de Coquimbo[4]

| Candidato                  | Pacto                        | Partido                    | Votos  | %     | Resultado |
| -------------------------- | ---------------------------- | -------------------------- | ------ | ----- | --------- |
| Alfonso Ossandón Antiquera | Igualdad para Chile          | PI                         | 589    | 1,15  |           |
| Carlos Oros Rojas          | El Cambio por Ti             | ILC                        | 1878   | 3,66  |           |
| Cristian Galleguillos Vega | Concertación Democrática     | PDC                        | 23 477 | 45,69 | Alcalde   |
| Viviana Chirino Fernández  | Más Humanos                  | PH                         | 619    | 1,20  |           |
| José Sulantay Silva        | Coalición                    | ILH                        | 14 141 | 27,52 |           |
| Moira Navea Díaz           | Independiente fuera de pacto | IND                        | 10 162 | 19,78 |           |
| María Leyton Flores        | Independiente fuera de pacto | IND                        | 513    | 1,00  |           |
| Votos válidamente emitidos | Votos válidamente emitidos   | Votos válidamente emitidos | 51 379 |       |           |
| Votos nulos                | Votos nulos                  | Votos nulos                | 1433   |       |           |
| Votos en blanco            | Votos en blanco              | Votos en blanco            | 908    |       |           |
| Total de votos emitidos    | Total de votos emitidos      | Total de votos emitidos    | 53 720 |       |           |

### Elecciones parlamentarias de 2017
- Elecciones parlamentarias de 2017 para el Distrito 5 (Andacollo, Canela, Combarbalá, Coquimbo, Illapel, La Higuera, La Serena, Los Vilos, Monte Patria, Ovalle, Paihuano, Punitaqui, Río Hurtado, Salamanca y Vicuña)[5]

| Candidato                     | Pacto                        | Partido   | Votos  | %     | Resultado |
| ----------------------------- | ---------------------------- | --------- | ------ | ----- | --------- |
| Sergio Gahona Salazar         | Chile Vamos                  | UDI       | 27 327 | 11,77 | Diputado  |
| Pedro Velásquez Seguel        | Coalición Regionalista Verde | IND-FREVS | 22 485 | 9,68  | Diputado  |
| Matías Walker Prieto          | Convergencia Democrática     | PDC       | 15 473 | 6,66  | Diputado  |
| Daniel Núñez Arancibia        | La Fuerza de la Mayoría      | PCCh      | 15 349 | 6,61  | Diputado  |
| Ernesto Velasco Rodríguez     | La Fuerza de la Mayoría      | PRSD      | 11 932 | 5,14  |           |
| Francisco Eguiguren Correa    | Chile Vamos                  | RN        | 11 144 | 4,80  | Diputado  |
| Raúl Saldívar Auger           | La Fuerza de la Mayoría      | PS        | 11 099 | 4,78  | Diputado  |
| Luis Lemus Aracena            | La Fuerza de la Mayoría      | PS        | 10 422 | 4,49  |           |
| Carlos Cruz-Coke Carvallo     | Chile Vamos                  | RN        | 9526   | 4,10  |           |
| Miguel Ángel Alvarado Ramírez | La Fuerza de la Mayoría      | PPD       | 7334   | 3,16  |           |
| Denis Cortés Aguilera         | Convergencia Democrática     | PDC       | 8696   | 3,74  |           |
| Yerko Ávalos Villarroel       | Sumemos                      | AMPL      | 8413   | 3,62  |           |
| Roberto Vega Campusano        | Chile Vamos                  | RN        | 6366   | 2,74  |           |
| Cristian Galleguillos Vega    | Convergencia Democrática     | PDC       | 5363   | 2,31  |           |
| Magallanes Espinosa Bertrán   | Frente Amplio                | RD        | 4474   | 1,93  |           |
| Juan Manuel Fuenzalida Cobo   | Chile Vamos                  | UDI       | 4342   | 1,87  | Diputado  |